# Colonne de Charles-Félix
La colonne de Charles-Félix est une colonne commémorative élevée à Bonneville (Haute-Savoie), en France, en l'honneur de Charles-Félix de Savoie, à l'occasion de ses travaux d'endiguement de l'Arve.

## Géographie
Le monument est situé en rive gauche de l'Arve au niveau du Pont de l'Europe, le long de l'avenue des Glières.

## Histoire
Jusqu'au XIXe siècle, l'Arve cause régulièrement d'importants dégâts lors de ses crues, inondant champs, villages et villes de la vallée de l'Arve. Lors de sa visite de la région, le roi Charles-Félix de Savoie décide d'octroyer une subvention de 60 000 livres pour effectuer des travaux d’endiguement protégeant Bonneville et la moyenne vallée de l’Arve,. À cette occasion, une colonne en bois est érigée en août 1824 par les habitants de la vallée en remerciement de ces travaux. Elle est remplacée deux ans plus tard, par la colonne actuelle et inaugurée en juillet 1826.
L'édifice est inscrit au titre des monuments historiques en 1942.

## Caractéristiques
La colonne, haute de 21,44 m, repose sur un piédestal et est surmontée par une statue. La colonne est censée mettre en valeur les fonctions traditionnelles du souverain. Elle est hautaine et mise à distance en raison de sa hauteur mais valorise aussi le rôle paternaliste du souverain en étant construite à proximité des digues.

### Statue
La statue haute de 3 m dépeint le « bien-aimé Charles-Félix ». Elle est réalisée en marbre de Carrare par les frères Cacciatori, à l'origine de la restauration de l'abbaye de Hautecombe.

### Colonne
La colonne est en pierre de style dorique de 19 m.

### Piédestal
La colonne et la statue reposent sur un piédestal orné d’un bas-relief. Ce dernier représente la déesse Arve personnifiée sous la forme d’une nymphe tenue enchainée et vêtue à l’antique, à demi-couchée dans les roseaux. Les autres faces portent des inscriptions latines explicitant son objet :
« Arvam agros effuse vastantem Rex Karolus Felix descripto alveo oppositis aggeribus corecuit. Anno MDCCCXXIIII [...] »
qui se traduit par : 
L'Arve, par ses inondations, dévastait les campagnes. Le roi Charles Félix l'a contenue dans un lit endigué, en l'an 1824. [...]
Le bas-relief original est préservé et exposé à la mairie de Bonneville. Il a été remplacé par un exemplaire réalisé dans un marbre bleu par Béatrice Sassone Bouvet en 2012.